# Saint-Laurent-du-Plan
Saint-Laurent-du-Plan è un comune francese di 88 abitanti situato nel dipartimento della Gironda nella regione della Nuova Aquitania.

## Società

### Evoluzione demografica
Abitanti censiti